# The Super Dimension Fortress Macross: Do You Remember Love?
The Super Dimension Fortress Macross: Do You Remember Love? è un videogioco sparatutto a scorrimento 2D, adattamento del film Macross - Il film del 1984, pubblicato esclusivamente in Giappone per Sega Saturn nel 1997 e per Sony PlayStation nel 1999. La versione per Saturn fu pubblicata in occasione del quindicesimo anniversario del franchise di Macross. Il videogioco include filmati presenti nel film e sequenze animate realizzate appositamente.